# Boavista Sport Club
Il Boavista Sport Club, noto anche semplicemente come Boavista, è una società calcistica brasiliana con sede nella città di Saquarema, nello stato di Rio de Janeiro.

## Storia

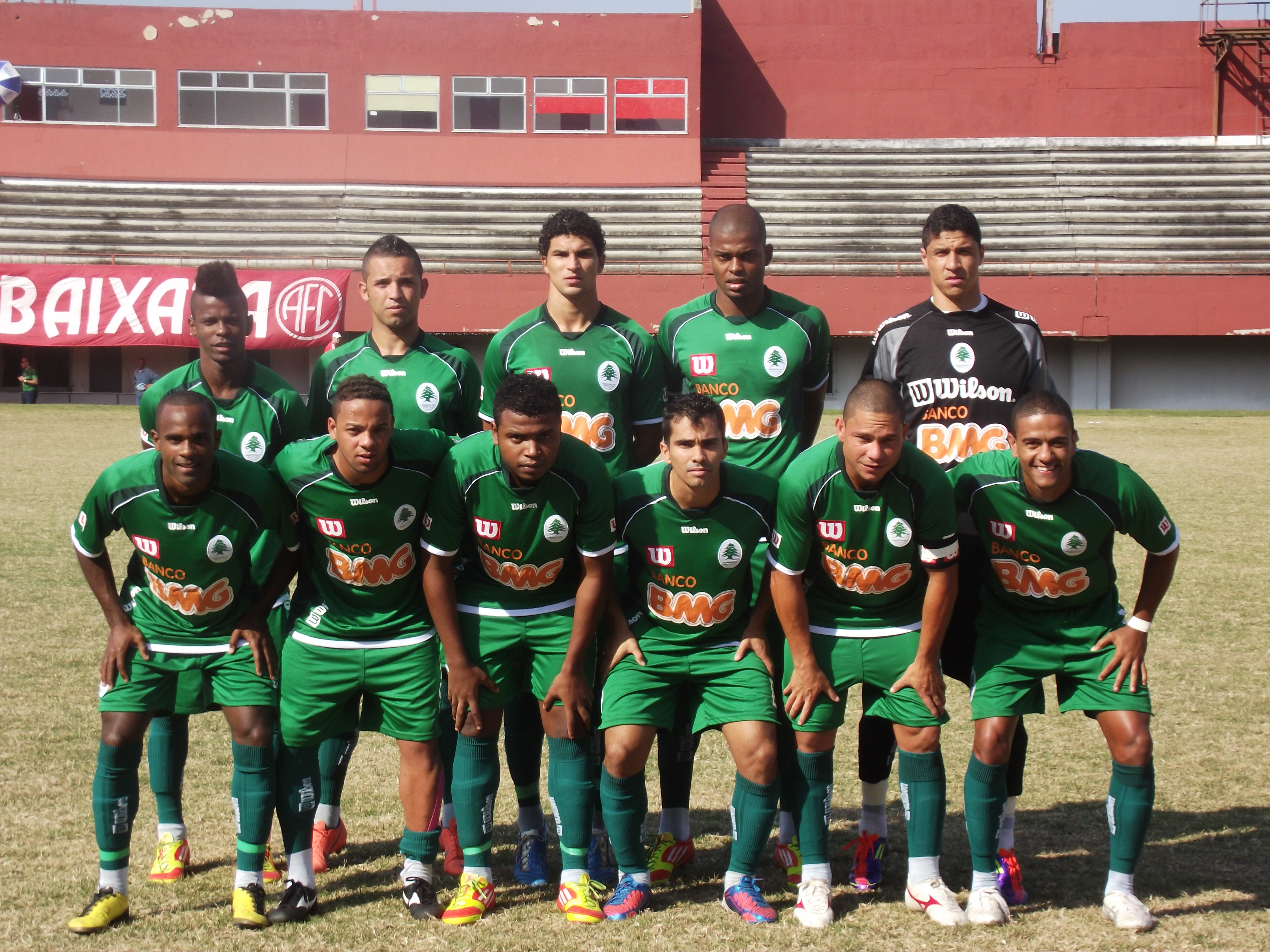
Boavista nel 2012

Il 14 ottobre 1961 il club è stato fondato come Esporte Clube Barreira.
Nel 1991 l'EC Barreira ha vinto il Campeonato Carioca Terceira Divisão, dopo aver sconfitto il Bayer di Belford Roxo. Entrambi i club sono stati promossi per la Segunda Divisão dell'anno successivo.
Nel 1992 il club è stato finalista della Segunda Divisão, dietro solo al Bayer, e non è stato promosso in prima divisione.
Nel 1995 il club ha partecipato al Campionato Carioca per la prima volta nella sua storia. Il club ha terminato al 6º posto nel proprio gruppo, quindi, il Barreira ha fallito la qualificazione per la seconda fase, ma evitando anche la retrocessione. Nella prima fase il club ha terminato al 6º posto, e nella seconda fase il club ha terminato al 7º posto.
Nel 1996 il club ha partecipato di nuovo al Campionato Carioca. Il Barreira ha terminato al 10º posto nella Taça Guanabara (che è la prima fase della competizione), e all'11º posto nella Taça Rio (che è la seconda fase della competizione).
Nel 1997 il Barreira ha terminato al 12º posto nella Taça Guanabara (all'ultimo posto), e così, il club è retrocesso, e non partecipando alla Taça Rio.
Il 10 marzo 2004 un gruppo di imprenditori ha assunto il controllo del club, e rinominato il club con il suo nome attuale, Boavista Sport Club. Anche lo stemma del club fu cambiato. Tuttavia, i colori sono rimasti gli stessi.
Nel 2006 il club ha vinto il suo primo titolo come Boavista, il Campeonato Carioca Segunda Divisão, venendo promosso nella prima divisione dell'anno successivo. In finale, il club sconfisse il Macaé. All'andata, il 25 giugno 2006, il Boavista vinse 2-1, all'Estádio Cláudio Moacyr Azevedo, nella città di Macaé. Il 2 luglio 2006, all'Estádio Eucy de Resende Mendonça, il Boavista e il Macaé pareggiarono 0-0.

## Palmarès

### Competizioni statali
- Campeonato Carioca Série A2: 1

2006
- Campeonato Carioca Série B2: 1

1991
- Taça Rio: 1

2014
- Copa Rio: 1

2017